# Stay Don't Leave Me
«Stay Don't Leave Me» —en español: «Quédate no me dejes»— es una canción interpretada por la banda alemana de heavy metal Axxis.  Fue escrita por Bernhard Weiss, Harry Oellers, Walter Pietsch y Joey Balin.  Fue numerada en el álbum The Big Thrill,  publicado en 1993 por EMI Electrola.

## Descripción
El tema fue lanzado como sencillo en 1993 por el sello EMI Electrola,  siendo el primero de The Big Thrill. El sencillo, al igual que el álbum, fue producido por Joey Balin.  En la edición normal del sencillo se incluyó «No Advice» —«Ningún aviso» en castellano—, canción del álbum antes mencionado y una versión en directo de «Face to Face» —traducido del inglés: «Cara a cara»— enlistada en el álbum en vivo Access All Areas de 1991.

## Edición promocional
Se publicó una versión de promoción de «Stay Don't Leave Me» en 1993 en la cual se retiró la canción en vivo «Face to Face»,  aunque el arte de portada es idéntico a la edición comercial.

## Lista de canciones
| Versión comercial |                             |          |  |
| N.º               | Título                      | Duración |  |
| 1.                | «Stay Don't Leave Me»       | 4:11     |  |
| 2.                | «No Advice»                 | 3:55     |  |
| 3.                | «Face to Face» (en directo) | 6:01     |  |
| 14:07             |                             |          |  |

| Versión promocional |                       |          |  |
| N.º                 | Título                | Duración |  |
| 1.                  | «Stay Don't Leave Me» | 4:11     |  |
| 2.                  | «No Advice»           | 3:55     |  |
| 8:06                |                       |          |  |

## Créditos
- Bernhard Weiss — voz principal y guitarra rítmica.
- Harry Oellers — teclados.
- Walter Pietsch — guitarra líder y coros.
- Werner Kleinhans — bajo.
- Richard Michalski — batería.